# Marvin March
Marvin March (8 maggio 1930 – 31 ottobre 2022) è stato uno scenografo statunitense.

## Biografia
Ha ricevuto per cinque volte la candidatura all'Oscar alla migliore scenografia (1976, 1978, 1979, 1983 e 1994), tuttavia senza mai vincere.

## Filmografia parziale

### Cinema
- Tutto quello che avreste voluto sapere sul sesso* *ma non avete mai osato chiedere (Everything You Always Wanted to Know About Sex* *but Were Afraid to Ask), regia di Woody Allen (1972)
- I ragazzi irresistibili (The Sunshine Boys), regia di Herbert Ross (1975)
- Due vite, una svolta (The Turning Point), regia di Herbert Ross (1977)
- California Suite, regia di Herbert Ross (1978)
- Solo quando rido (Only When I Laugh), regia di Glenn Jordan (1981)
- Annie, regia di John Huston (1982)
- Ghostbusters - Acchiappafantasmi (Ghostbusters), regia di Ivan Reitman (1984)
- Arma letale (Lethal Weapon), regia di Richard Donner (1987)
- Arma letale 2 (Lethal Weapon 2), regia di Richard Donner (1989)
- Giorni di gloria... giorni d'amore (For the Boys), regia di Mark Rydell (1991)
- Mamma, ho riperso l'aereo: mi sono smarrito a New York (Home Alone 2: Lost in New York), regia di Chris Columbus (1992)
- La famiglia Addams 2 (Addams Family Values), regia di Barry Sonnenfeld (1993)

### Televisione
- Star Trek - serie TV, 19 episodi (1966-1967)